# カワイワシ
カワイワシ（川鰯、䱗/살치、学名:Hemiculter leucisculus）は、コイ目コイ科クセノキプリス亜科の淡水魚。和名の由来は外見がマイワシに似ているため。

## 分布
中国、朝鮮半島、台湾、ベトナム、極東ロシアに自然分布する。
日本、イラン、イラク、カザフスタン、ウズベキスタン、トルクメニスタン、アフガニスタン、南ロシア、アゼルバイジャン、アルメニアに移入されている。日本では2000年代以降岡山県百間川に、鑑賞用に輸入されたと推測される個体が移入。

## 形態
体は細長く、よく側偏し、側面〜腹面は銀白色、背面は緑褐色である。鱗は薄くて大きく、非常に剥がれやすい。口はやや尖り、斜め上向きにつく。胸鰭が大きく発達し、それ以外の鰭はやや小さい。繁殖期のオスは頭部に追星が現れる。全長は最大で30cm前後。

## 生態
止水域、流水域を問わず、低地のあらゆる水域で普通に見られる。動きは素早く、水面付近を群れで泳ぎ回る。藻類を中心に、植物の欠片、甲殻類、昆虫など様々なものを食べる。環境適応能力、繁殖力ともに高く、比較的汚染された水域でも生存できる。
繁殖期は5〜6月で、流れの穏やかな浅所に移動して産卵する。生後1年半（中国東北部では2年半）で成熟し、メスの抱卵数は8000〜18000粒。卵は粘着性を有し、水中にまき散らされたのち、石や水草に付着する。